# Iulian Chitta
Iulian Chitta (n. 22 mai 1916 — d. 4 octombrie 1986) a fost un scriitor, jurnalist, avocat și politician român din Transilvania, care s-a remarcat în activitățile Frontului Plugarilor privind reforma agrară din 1945. Între anii 1938 și 1947 a condus ziarul „Poporul”, întâi la Cluj, și după ocuparea Ardealului de Nord de către Ungaria fascistă, la Sibiu.
Ca scriitor a publicat volumul de schițe "Popasuri" care, tradus în spaniolă, a avut un succes mai mare decât edițiile din România, și romanul istoric "Tras pe roată". Ca jurnalist, a menținut o linie de supraviețuire intelectuală, între excesele legionarilor și ale comuniștilor, deși articolele sale, care criticau bolșevismul, i-au adus, în 1948, o sentință de zece ani la muncă silnică în închisorile și lagărele staliniste din România. Ziarul "Poporul" a trecut sub administrația lui Ștefan Cleja, un activist comunist din diplomația stalinistă din România.
În anul 1957 a fost eliberat din închisoare și trimis sub domiciliu forțat la Valea Călmățuiului de lângă Viziru, Brăila, unde a lucrat ca zidar pentru următorii trei ani.
În calitate de responsabil județean pentru reforma agrară, a împroprietărit mii de țărani cu pământul confiscat de la fasciștii locali care nu s-au mai întors în țară după sfârșitul războiului. În 1945 guvernul Dr. Petru Groza l-a numit prefect în Sighet, județul Maramureș, unde a organizat, cu succes, o campanie de rezistență contra tendinței URSS de a alipi județul Maramureș Ucrainei Sovietice. Faptul că a luat contact cu Comisia Aliată pentru a preveni dezmembrarea țării, i-a pecetluit soarta. Sălbaticul activist NKVD, Vasile Luca, i-a compus un act de acuzare penală, ca un dușman al "dictaturii proletare", și după torturi îngrozitoare, a fost condamnat la zece ani de închisoare la muncă silnică. Ironia soartei, sau voința divină, a făcut ca în anul 1955 să devină "coleg" de abataj în aceeași mină de plumb, la Baia Sprie, cu Vasile Luca.
În plus de faptul că a fost mereu urmărit și persecutat de regimul lui Ceaușescu, după eliberarea din domiciliul forțat, în sensul că nu a fost admis să lucreze în domeniul său, activiștii de partid din Cluj au oprit orice fel de încercare de tratament pentru leziunile pe creier pe care le-a suferit în minele de plumb ca urmare a unui accident pe care multi deținuți l-au atribuit lui Vasile Luca. După ce fiul său a reușit să fugă și să se stabilească în Statele Unite, regimul comunist al lui Ceaușescu i-a permis o călătorie acolo, dar orice intervenție medicală ar fi fost imposibilă, culminând cu moartea sa la puțin timp după reîntoarcerea în țară. Fiul său, un scriitor american, a colectat o mulțime de date, de la tatăl său, privind agonia generațiilor de români care au rezistat comunismului stalinist.
În septembrie 1940, după Dictatul de la Viena, Iulian Chitta a rămas în Ardealul ocupat, unde a practicat avocatura în conformitate cu reglementările statului hortyst maghiar. Urmărit constant de securitatea maghiară, de Gestapo, bănuit de spionaj contra Germaniei Naziste, a reușit să supraviețuiască până la sfârșitul războiului.
În iulie 1944, un aghiotant al mareșalului Rodion Malinovski, comandantul frontului ucrainean i-a spus că datorită informațiilor transmise de Iulian Chitta aliaților, o mulțime de vieți sovietice au fost salvate înainte de ofensiva contra Budapestei. Acest mic detaliu din istoria nescrisă a războiului, i-a salvat și lui viața: nu a fost condamnat la moarte, așa cum au cerut Vasile Luca și Ana Pauker. Șeful NKVD din București, colonelul Siminovski a insistat să nu fie trimis în fața unui pluton de execuție. Ca rezultat, Iulian Chitta a petrecut zece ani de zile la Aiud, Gherla, Jilava, la Canal, și în minele de plumb de lângă Baia Mare.
În 1936, încă fiind student la drept, în Cluj, Iulian Chitta și-a creat o relație extrem de cordială cu profesorii Dr. Henri Jacquier (un francez), și Dr. Ernesto "Chichi" Del Valle, (un cubanez), care au venit la Cluj să stabilească o secție de limbi neo-latine la universitatea de acolo. Dr. Ernesto "Chichi" Del Valle, a plecat din România, în 1940, la începerea războiului, și s-a stabilit pentru o perioadă de timp în Mexic. Dr. Henri Jacquier a rămas la Cluj. După reîntoarcerea în Cuba, în 1957, Dr. Ernesto "Chichi" Del Valle, a fost condamnat de Fidel Castro la 30 de ani de închisoare grea, pentru criticile aduse comuniștilor spanioli, cu 20 de ani înainte, în timpul războiului civil din Spania. Eliberat din închisoare în 1989, "răscumparat" de familia sa pentru 100.000 USD Dr. Ernesto "Chichi" Del Valle, în 1989, a fost asasinat în Miami, Florida, de persoane necunoscute, probabil agenți ai lui Fidel Castro.
Încă din anii 1946 și 1947, toată corespondența lui Iulian Chitta cu cei doi profesori universitari a fost confiscată și folosită ca un capăt de acuzare pentru învinuirea de colaborare cu spioni străini, dușmani ai dictaturii proletare. La fel s-au folosit edițiile ziarului "Poporul" care la ora procesului intentat la Curtea marțială din Cluj, era sub controlul editorial al lui Ștefan Cleja, ajuns acum ambasador al Republicii Populare Române în diverse țări din Europa de vest. La proces, lui Iulian Chitta nu i s-a permis decât un minut pentru a se apăra de acuzațiile contra lui, pentru articole publicate în ziarul sau înainte de 1941, o oră la care astfel de articole nu erau considerate ilegale.
Biografia lui Iulian Chitta ilustrează efortul concentrat al autorităților comuniste din România de a distruge total tradițiile intelectuale ale țării, pentru o denaționalizare rapidă a ținuturilor locuite de români. Aceasta caracteristică a fost comună tuturor țărilor din "lagărul socialist" demonstrând dureroasa moștenire stalinistă de distrugere a unei întregi generații. Iulian Chitta a făcut parte din generația sacrificată în numele dubiosului curent de internaționalism proletar, nefiind cu nimic diferit de socialismul național practicat de Hitler în Germania.